# Evolução dos uniformes do Botafogo de Futebol e Regatas
A evolução dos uniformes do Botafogo de Futebol e Regatas iniciou-se com a fundação do futebol do clube, em 1904, ainda sob o nome de Botafogo Football Club.

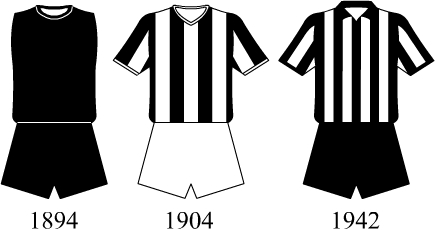
Base dos uniformes do Club de Regatas, Football Club e Futebol e Regatas.

## História
Apesar de sempre predominarem o preto e o branco listrados verticalmente em sua camisa principal, o Botafogo iniciou sua atuação no futebol em 1904 com camisas e calções brancos e meias abóboras. Em 1906 passou a adotar a camisa listrada. O modelo era inspirado no da italiana Juventus de Turim, por sugestão de Itamar Tavares, um dos fundadores do clube que estudara na Itália e tinha predileção por aquele clube. As camisas eram confeccionadas na Inglaterra, na fábrica Benetfink & Co. A estreia da camisa listrada foi em um jogo festivo contra o Fluminense. Em junho de 1909, o Botafogo passaria a utilizar-se de uniformes confeccionados em malha. Mas os escudos só estariam presentes a partir de 1913. O Botafogo adotou os calções pretos como titular pela primeira vez em 1935.
Com a fusão entre o Botafogo Football Club e Club de Regatas Botafogo, predominou, no remo, o uniforme inteiramente negro, e, no futebol, a camisa alvinegra listrada, com golas e calções negros e meiões pretos. Porém, em 1948, o Botafogo voltou a utilizar-se de calções brancos e meiões de mesma cor, fato que durou até 1954. Devido ao suicídio do presidente do Brasil Getúlio Vargas, o Botafogo usou novamente calção e meias negras. Em 1956, atuou rapidamente com os dois equipamentos inferiores em branco novamente. Mas, em 1957, passou a usar meiões na cor cinza, com calção preto. Ao final da década de 1970, o time passou a atuar com meiões brancos, tradição só quebrada em 1993, quando o meião cinza voltou a ser usado. Entre meados de 2003 a maio de 2009, a base de seu uniforme principal do futebol possuía meias pretas, quando o acessório voltou a ser cinza.

## Padrões

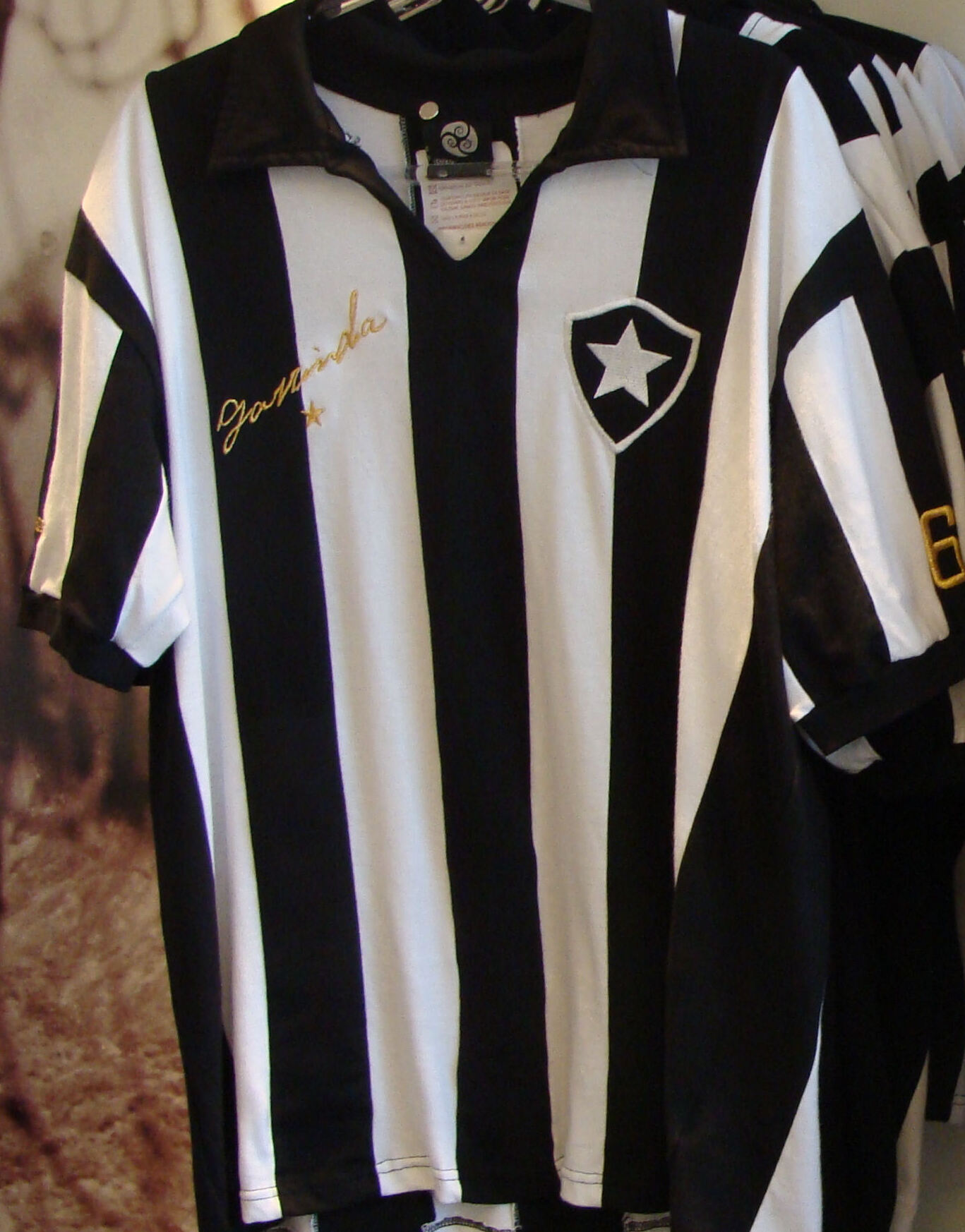
A clássica camisa 7 dos anos 60, eternizada por Mané Garrincha

O número total de listras da camisa do Botafogo deve ser de sete a nove, conforme o estatuto do clube. Normalmente a listra central é da cor preta, porém, em algumas oportunidades, foi utilizada na cor branca. Detalhes nas mangas e na altura do ombro também são aceitos para facilitar a diversidade ano a ano.
De acordo com o estatuto do clube, o uniforme deve ser nas cores alvinegras. Portanto, suas camisas reservas são predominantemente brancas ou pretas, tal qual são as cores dos calções e dos meiões, porém os meiões do uniforme listrado tradicionalmente são na cor cinza. O uniforme de goleiro não precisa seguir o regulamento do clube.

## Patrocinadores

### Publicidade
De 1904 a 1985, o Botafogo não fez qualquer tipo de publicidade de empresas em seu uniforme de jogo. Até quando o clube assinou com a Atlantic por um curto período de tempo. A marca das empresas, desde então, são estampadas centralmente na parte frontal, abaixo do escudo, da camisa, e, nas costas, acima do número que diferencias os futebolistas. Em 1986,  foi a vez da borracharia 3B.RIO estampar sua logo marca em seu uniforme. A seguir, ainda em 1987, a Coca-Cola, tal qual fez outros tantos clubes brasileiros, passou a patrocinar o alvinegro. A parceria com a Coca-Cola durou até o fim de 1994, ano em que o clube passou a anunciar outra marca de refrigerantes, Seven Up. Esta foi uma das mais bem sucedidas publicidades relacionadas a clubes de futebol no Brasil, na medida em que o Botafogo conquistou um título de campeão brasileiro e a Seven Up pôde crescer no país. A parceria terminou ao fim do ano de 1996.

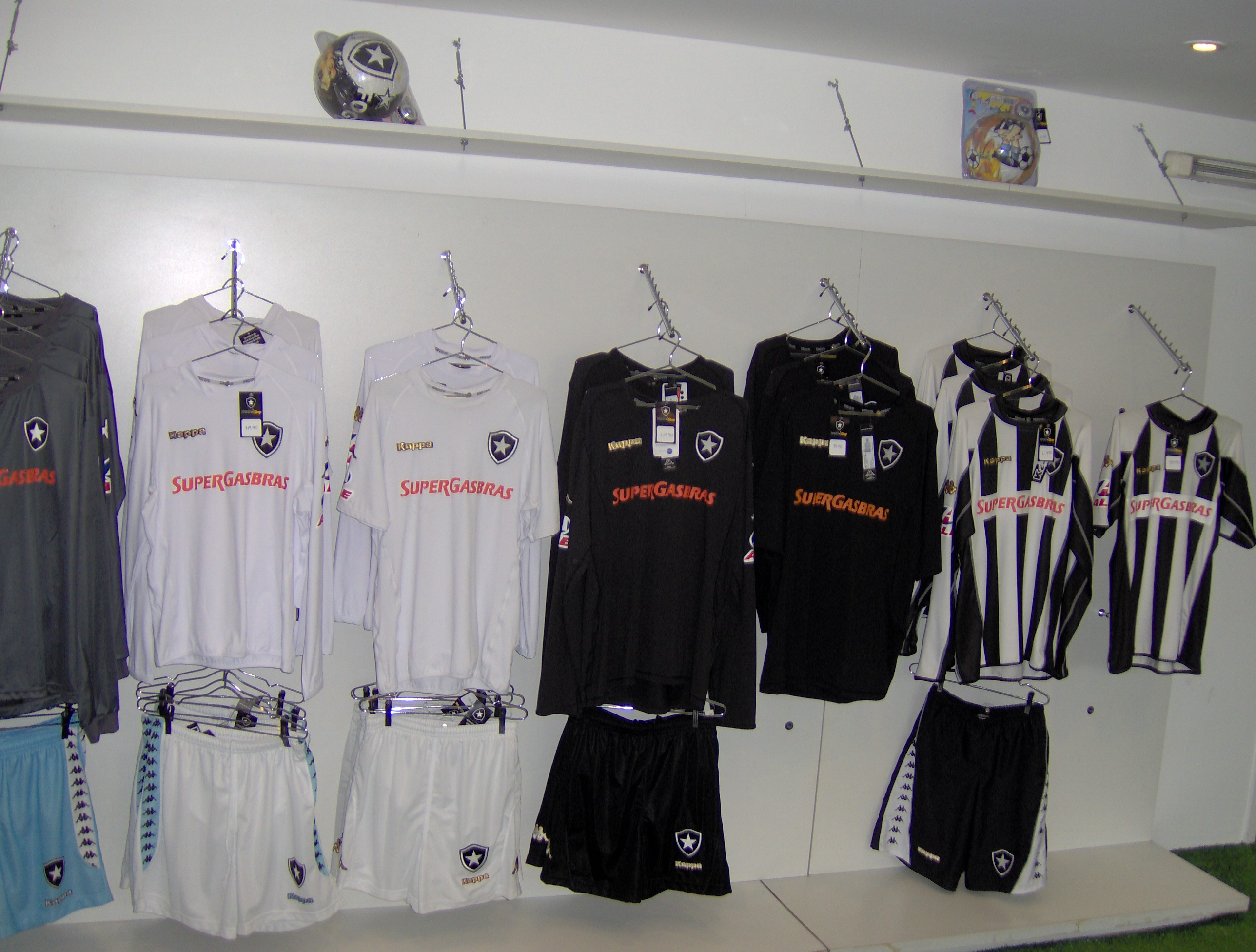
Camisas do Botafogo para a temporada 2006-07 na loja do clube.

Após um curto período sem publicidades, em 1997, o clube trazia em sua camisa a marca da sul-coreana Hyundai a partir da reta final do Carioca de 1997. Assinou, no ano seguinte, com o banco Excel Econômico. A publicidade manteve-se apenas naquele ano, quando o banco veio à falência. No primeiro semestre de 1999, o clube voltou às suas origens, utilizando camisas sem anúncios. Porém, no segundo semestre, a Tam interessou-se pelo espaço após a campanha vice-campeã da Copa do Brasil e colocou seu logotipo na camisa do alvinegro.
A empresa de aviação aérea voltou, desta vez nas mangas, à camisa do Botafogo no Brasileirão de 2001, isto porque a Golden Cross estampou sua marca no centro da camisa do Botafogo entre o segundo semestre de 2001 ao início de 2003. Contudo, com a ida do clube para a Segunda Divisão em 2002, a empresa de planos de saúde decidiu-se por não renovar contrato com o clube, ficando até o início da Série B de 2003.
Iniciando o campeonato da Série B, o clube criou o projeto de sócio-torcedor Botafogo no Coração, que ficou estampada na camisa principal do time até abril de 2005. Ainda em 2003, a rede de lanchonetes fast-food Bob's ajudou o clube na reforma de Caio Martins e teve a sua logomarcanas mangas do Glorioso também até abril de 2005.
Em maio de 2005, o Botafogo fechou com a Supergasbras, empresa do grupo SHV Gás Brasil, para os calções do time. O clube também traria a ALE Combustíveis para as mangas. As camisas do uniforme número 1 estavam "livres", mas as do reserva continuavam com a marca do Botafogo no Coração. Contudo, a equipe realizava boa campanha no Campeonato Brasileiro de 2005 e a Supergasbras decidiu trocar a publicidade dos calções para a camisa, sete partidas após iniciar seu contrato. Desta forma, o calção voltava a estar "limpo". No final daquele ano, a Unisuam fechou com o clube para expôr a marca da faculdade nos meiões do clube. Na campanha vitoriosa do Campeonato Carioca de 2006, o Botafogo voltou a possuir um patrocinador para o calção: o Café Capital ficou no uniforme do clube até abril daquele ano.
Em 2007, o clube, reivindicando aumento na arrecadação com os patrocinadores, não renovou contrato com qualquer uma das três empresas. Manteve, por um longo tempo, a camisa sem patrocinadores, até, em abril de 2007, após um longo período de negociações, acertar com a estatal Liquigás, subsidiária da Petrobras, o contrato de maior arrecadação financeira de sua história, que seria renovado e ajustado no ano seguinte. Com o reajuste no contrato o logotipo da empresa passa a ser também estampado nas mangas da camisa.
Findo o contrato em 2010, o alvinegro estampou ao início da temporada a logomarca de seu novo projeto de sócio-torcedor, o Sou Botafogo. Todavia, apenas na final da Taça Guanabara de 2010, o clube acertou com o conglomerado Hypermarcas para a exposição da Neo Química e da Bozzano na camisa, além de ter fechado com o Banco Cruzeiro do Sul para aquela ocasião.

### Material esportivo
O Botafogo teve como primeira empresa fornecedora de material esportivo a Adidas em 1979. O contrato com a marca alemã durou até o início do Campeonato Carioca de 1989, quando a Umbro assumiu a posição. Já no segundo semestre daquele ano, a Finta forneceria novos uniformes para o clube.

Em 1990, a Penalty firmou contrato com o clube, ficando apenas um ano. No ano seguinte, a Umbro retornaria à responsabilidade da confecção dos uniformes do Botafogo até 1992, ano em que o time foi vice-campeão brasileiro. Em 1993, ano da conquista da Copa Conmebol, a ProOnze assinava a produção das vestimentas do clube. Foi substituída pela Rhumell em 1994.

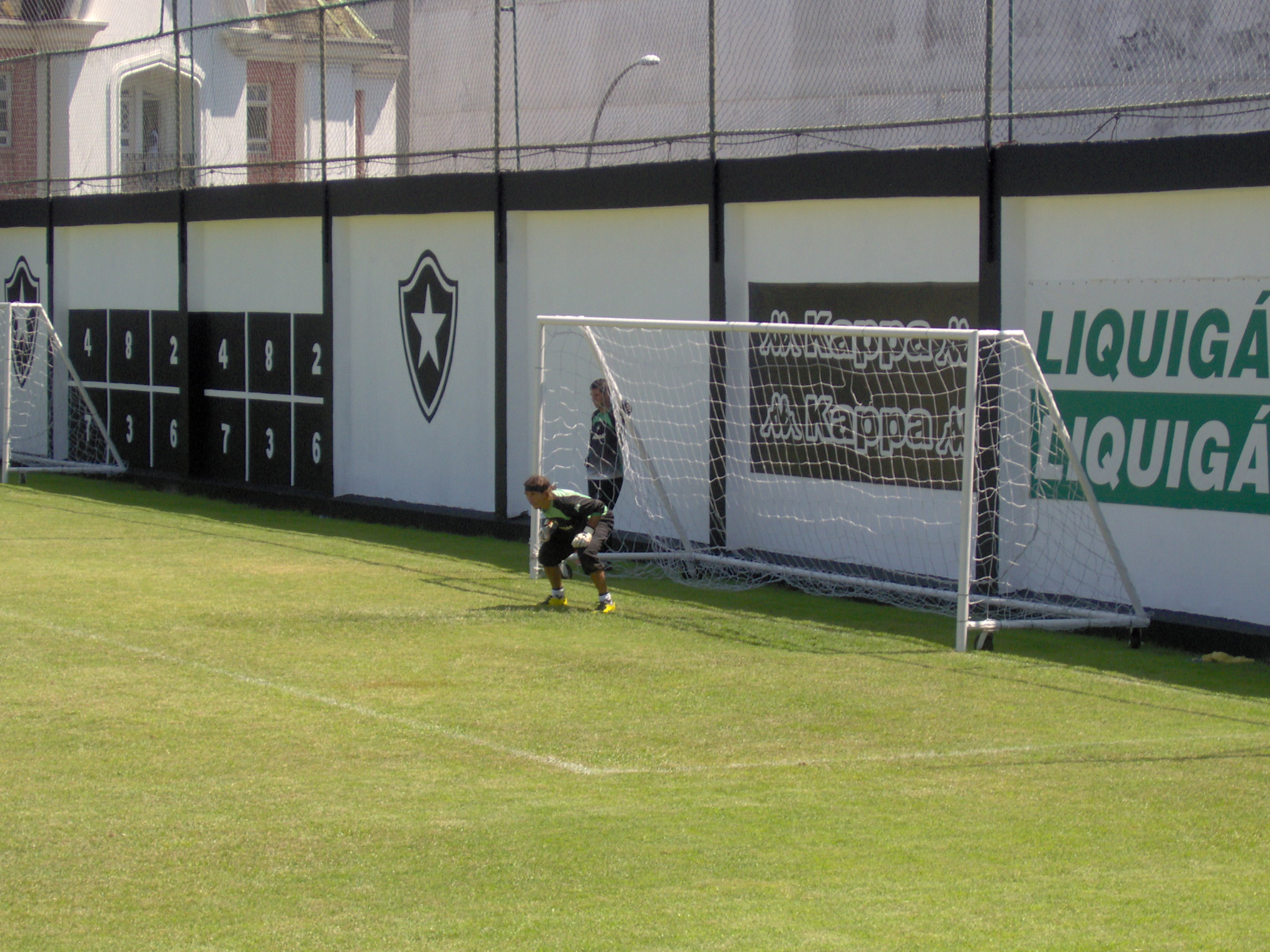
Os patrocínios também geram a exposição das marcas em placas de publicidade.

Em 1995, ano da conquista do Brasileirão, os uniformes criados pela Finta ganharam fama entre os torcedores. Só foram substituídos em 1997, quando a Penalty voltaria a ser a fornecedora oficial do clube. A Topper viria a substituí-la em 1999 até 2001.
Após um curto período de negociações, sem ter um fornecedor oficial, a Finta, pela terceira vez, tornar-se-ia a responsável pelos uniformes alvinegros. A empresa viria a ser substituída em 2004 pela italiana Kappa, que revolucionou, a partir de 2005, as camisas do clube com modelos conhecidos como Kombat, um tecido elástico que fica mais colado ao corpo dos atletas. Em maio de 2009, a Kappa foi substituída pela Fila.
Em 2011 a alemã Puma passou a ser o fornecedor oficial, produzindo uniformes que caíram no gosto do torcedor, parceria que se estendeu até abril de 2016. Em maio de 2016 a Topper voltou a ser a fornecedora oficial, após 15 anos, mas foi substituída pela Kappa em 2019, em um contrato para confecção do material esportivo do Glorioso que se estende até os dias atuais.

## Todas as camisas do Botafogo
| 1894-1919 |  | Essa era a camisa do CR Botafogo usada em competições oficiais até 1919 |
| 1904-1905 |  | Camisa com a qual o Botafogo Football Club iniciou suas atividades no futebol. Além da camisa branca, utilizou calção de mesma cor e meiões abóboras. |
| 1906-1909 |  | O primeiro uniforme listrado do time, foi inspirado na camisa da Juventus Football Club de Turim, listras brancas e pretas com gola negra e botões. |
| 1910-1912 |  | A primeira mudança na camisa traz consigo o cadarço branco com gola negra. |
| 1913-1927 |  | A camisa passou a apresentar o escudo do Botafogo Football Club pela primeira vez. |
| 1928-1930 |  | A camisa possuía golas abertas. O primeiro registro fotográfico deste uniforme data pelo menos do ano de 1928. |
| 1931-1933 |  | O Botafogo voltou a jogar com camisas sem o escudo. Apesar desta camisa ser de manga longa, praticamente todos os jogadores arregassavam-nas à altura do cotovelo. |
| 1934-1938 |  | Retorno do escudo. Esta foi a primeira camisa de manga curta. Possuía gola branca em "V". |
| 1938-1942 |  | Última camisa do Botafogo Football Club, com gola preta em "V". E primeira camisa alternativa oficial do Botafogo, com finas listras verticais, criada por ideia de Carlito Rocha a fim de ser utilizada em jogos noturnos, por isso a predominância da cor branca. Foi usada até o início dos anos 40. |
| 1943-1947 |  | O Botafogo Football Club e o Club de Regatas Botafogo fundem-se em 1942. Esta foi a primeira camisa com o escudo do Botafogo de Futebol e Regatas e a Estrela Solitária. |
| 1947 |  | O time utilizou uma camisa com golas listradas e botões. |
| 1948-1953 |  | O modelo antigo retorna e foi devolvida à camisa uma barra negra no fim da manga. |
| 1954-1955 |  | Foi modificada a gola da camisa, que passava a ser mais aberta. |
| 1956 |  | A camisa volta ao modelo anterior por um ano, junto com calções brancos. |
| 1957-1969 |  | A gola aberta da camisa retornou em um período de tantas glórias do Botafogo. Esta é considerada a camisa clássica do clube. Em 1962, o Botafogo utilizou prioritariamente camisa de manga longa, mesmo estando no verão carioca, do mesmo desenho. |
| 1970-1977 |  | A gola redonda passa a ser instituída pela primeira vez. |
| 1977-1980 |  | Foi colocada uma abertura na gola redonda da camisa. A alemã Adidas passava a confeccionar a camisa, mas sem exibir sua marca. |
| 1981-1985 |  | Foi colocada novamente a gola em "V". O escudo passa a apresentar quatro estrelas amarelas, que homenageavam o tetracampeonato carioca entre 1932 e 1935, em 1981. A Adidas alternava a exibição de seu logotipo no lado direito do peito ano a ano. |
| 1986 |  | 1: Primeira camisa com patocínio estampado, da Atlantic, e exibição definitiva do logotipo do fornecedor de material esportivo, da multinacional Adidas. 2: Com o fim do patrocínio com a Atlantic, foi negociado à frente da camisa com a borracharia 3B.RIO. |
| 1987 |  | 1: Novo modelo com mangas brancas e com as três listras da Adidas, permanecendo a 3B.RIO. 2: Um curto período sem patrocínio. 3: Iniciou-se o ciclo com o patrocínio da Coca-Cola com o logotipo vermelho. 4: Mais tarde seria retirado o vermelho da camisa devido a reclamações de torcida e conselheiros devido a rivalidade com o Clube de Regatas do Flamengo |
| 1988-1989 |  | Foram adicionadas, novamente, três listras, marca tradicional da Adidas. Esta camisa foi utilizada até o início de 1989. |
| 1989 |  | 1: A Adidas deixou o fornecimento do uniforme em lugar da Umbro. O fundo da marca do patrocinador passou a ser branco. 2: Sai a Umbro e entra a brasileira Finta ainda naquele ano, voltando a ter o preto no fundo do logotipo da Coca-Cola. |
| 1990 |  | A empresa Penalty entrou como fornecedora de material esportivo do Botafogo. |
| 1991 |  | A Umbro retornou com logotipo adequado à listra da camisa e a Coca-Cola, outra vez com fundo branco, continuou. |
| 1992 |  | A camisa podia apresentar o número do jogador na parte da frente, em cima ao logotipo da Umbro. |
| 1993 |  | A ProOnze entra como fornecedora de material esportivo, fazendo dois modelos de camisa naquele ano. |
| 1994 |  | 1: A Rhumell fez o fornecimento do material esportivo do Botafogo por um ano. Camisa usada na Recopa Sul-americana de 1994, que por regra da CONMEBOL não podia conter patrocínio na camisa. 2: Primeira camisa preta da história do clube e último ano com o patrocínio da Coca-Cola. |
| 1995 |  | 1: A empresa brasileira Finta voltou a ser fornecedora do Botafogo e, com fim do acordo com a Coca-Cola, entrou a Seven-Up, do grupo concorrente Pepsi, em preto e branco. 2: O logotipo da Seven-Up passou a ser colorido com a aprovação do Conselho Deliberativo do clube. Com este uniforme, o Botafogo foi campeão brasileiro. |
| 1996 |  | 1: Continuam a Finta e a Seven-Up e a camisa apresenta o distitivo da CBF, honra concedida por ter sido campeão brasileiro no ano anterior. 2: Termina o contrato com a Seven-Up. 3: Um pequeno período sem patrocínio estampado |
| 1997 |  | 1: Novo modelo da Finta. 2: As estrelas no escudo voltam a ter o fundo listrado |
| 1997/98 |  | 1: A Penalty volta a fornecer material ao Botafogo. Como patrocinador master, a sul-coreana Hyundai. Com esta camisa o Botaofgo foi campeão do Campeonato carioca de 1997 e do Torneio Rio-São Paulo de 1998. |
| 1998 |  | O Botafogo assinou contrato com o banco Excel Econômico |
| 1999 |  | 1: A Topper inicia como fornecedora de material do Botafogo, sem patrocinador devido ao fechamento do Excel Econômico. |
| 2000 |  | 1: Com um novo modelo, com golas sociais, a empresa de aviação Tam fechou com o Botafogo. 2: Um curto período sem patrocínio novamente. |
| 2001 |  | A Tam voltou a estampar sua marca na camisa do Botafogo, desta vez explorando as mangas do clube pela primeira vez na história do alvinegro. A Golden Cross estampava sua marca na frente da camisa. A camisa apresentava o selo da FIFA devido à indicação do Botafogo como um dos maiores clubes do século XX. |
| 2002 |  | A Finta voltou a ser a fornecedora e a empresa de aviação Varig tomou o lugar ocupado antes pela Tam no ano em que o Botafogo foi rebaixado. Acima do escudo, uma nova estrela, na cor prateada, que relembrava o título nacional de 1995. |
| 2003 |  | 1: A empresa de fast-food Bob's ocupa as mangas da equipe . 2: Após o fim do contrato com a Golden Cross, entra o logo da marca do clube "Botafogo no Coração" em junho. 3: Em jogo contra o América-MG, o Botafogo usa o logotipo de uma campanha do governo Lula, o Fome Zero. Os ingressos da partida valiam R$1,00 mais um quilo de alimento não perecível, recolhidos para o programa. 4: O escudo perde, depois de 21 anos, as quatro estrelas amarelas e também a estrela prateada em sua parte superior a partir do mês de agosto. O plano de sócio-torcedor Botafogo no Coração ocupa a frente da camisa. |
| 2004 |  | A Finta sai e o Botafogo fica um curto período sem fornecedora de material. |
| 2004-2005 |  | A Italiana Kappa inicia seu período de fornecimento de material no meio daquele ano. A partir de então, os uniformes passavam a ser lançados pela empresa no meio de cada ano. O uniforme de 2004 era homenagem ao mesmo utilizado na década de 1960 devido ao centenário do futebol botafoguense, com um símbolo das festividades no centro, "Centenário Glorioso". A camisa foi utilizada até o início do Brasileirão de 2005. |
| 2005 |  | 1: A empresa ALE Combustíveis entrou nas mangas e, para despertar interesse de patrocínio, o Botafogo tira o logotipo do plano de sócio-torcedor Botafogo no Coração. A camisa passa a ser no modelo kombat, ou seja, um tecido elástico que se adapda justo ao corpo, além de, apresentar números amarelos nas costas. 2: A Supergasbras, empresa de exploração de gás do grupo SHV Gás Brasil que estampava os calções, põe sua marca na camisa, sete partidas após iniciar seu ciclo com o clube, com um fundo preto, utilizada apenas na estreia do patrocinador no local, em um jogo contra o São Paulo. |
| 2005-2006 |  | Depois de uma partida, o logotipo da Supergasbras passa a estar em um fundo branco. A camisa foi utilizada até Campeonato Carioca de Futebol de 2006. |
| 2006 |  | O modelo, lançado para o Brasileirão, fazia alusão ao uniforme de 1987, com mangas brancas. A marca da Supergasbras ganhava a cor laranja. |
| 2007 |  | 1: Após a não renovação do contrato com a Supergasbras e a ALE Combustíveis, o Botafogo usou a camisa sem patrocinador até às semifinais da Taça Rio, do Carioca de 2007. 2: Iniciou-se o ciclo com patrocínio exclusivo da Liquigás, estatal do mesmo ramo da Supergasbras, a partir da final da Taça Rio. |
| 2007-2008 |  | 1: Foi lançado o modelo 2007-2008 no início do Brasileirão, com patrocínio estampado na frente da camisa da Liquigás, voltando as mangas listradas. 2: Com o mesmo modelo que terminou 2007, a marca da empresa patrocinadora Liquigás passava a estampar também as mangas da camisa em branco. |
| 2008-2009 |  | 1: Ao fim de maio de 2008, foi lançado um modelo com gola branca e mangas pretas. Nas costas, predominava a cor branca, com números pretos. |
| 2009 |  | 1: Em maio de 2009, a partir do Campeonato Brasileiro, foram lançados os primeiros modelos produzidos pela Fila. Voltando a utilizar gola polo, mangas listradas e meiões cinza. 2: O Botafogo iniciou o ano com a mesma camisa da temporada anterior, porém, exibia a logomarca de seu novo plano de sócio-torcedor, denominado Sou Botafogo, apenas na parte da frente. |
| 2010 |  | 1: Em 2010, o Botafogo lançou seu quarto uniforme, nas cores duplamente cinza, com detalhes em branco. Na única ocasião em que foi utilizado, o clube acabou sendo goleado por 6 a 0 frente ao Vasco da Gama. Esta foi a única derrota da equipe que viria a ser campeã da Taça Guanabara de 2010 em cima do mesmo Vasco da Gama. 2: A partir na final da Taça Guanabara de 2010, o clube estampou as marcas da Neo Química e da Bozzano, além do Banco Cruzeiro do Sul nos calções. Após a final o contrato foi renovado até o final do campeonato. 3: É lançado um novo modelo muito parecido com o anterior. as pequenas mudanças são na manga, que agora possui uma listra negra na ponta, e no logo da fornecedora, que diminuiu de tamanho. Por um curto perído de negociações com a Neo Química o Botafogo fica sem patrocínio na camisa 4: O logo da Neo Química e da Bozzano voltam a camisa. 5: A partir da 31ª rodada do Brasileirão 2010 o Botafogo passou a estampar o nome de mais um patrocinador, a Guaraviton, na barra da camisa e no calção.                                                   |
| 2011 |  | 1: O clube inicia 2011 usando o logo do programa de sócio torcedor do clube no peito da camisa 2: Na última rodada da Taça Guanabara, o Botafogo passou a estampar o o patrocinio da Guaraviton também no peito e nas costas. 3: Em Maio de 2011 o clube fecha com a empresa João Fortes Engenharia S.A. Estreia a camisa branca contra o Palmeiras fora de casa pelo campeonato brasileiro e a alvinegra no jogo contra o Santos no Engenhão. 4: Duas semanas depois de acertar com a João Fortes o Botafogo fecha com a Havoline o patrocínio para as mangas da camisa e o logotipo da João Fortes sofre uma alteração na camisa. 5: No dia 20 de julho o Botafogo usa pela primeira vez em sua história um logotipo entre a gola e a manga da camisa numa partida contra o Corinthians pelo Campeonato Brasileiro. 6: Em agosto é lançado o modelo 2011/12 da camisa Alvinegra, o Força Armada Alvinegra, inspirado nas origens militares do nome do clube. Nas últimas rodadas do campeonato o clube, alegando descumprimento do contrato por parte da Fila passa a cobrir o logo da empresa no seu uniforme. |
| 2012 |  | 1: O clube inicia o ano usando uma camisa provisória fornecida pela Puma, porém sem o logo da empresa, até o lançamento da linha oficial da marca. 2: Para uma melhor visualização, o logotipo da Havoline recebeu um contorno em preto e o da Guaraviton passou para a parte branca da manga. |
| Os desenhos são meras representações das camisas do Botafogo. Algumas versões podem não constar nesta relação, bem como algumas datas podem estar erradas devido à escassez de fontes. |  | |

## Exceções históricas
Ao longo de sua história, em raríssimas vezes, o Botafogo foi obrigado a atuar com uniformes alternativos.
BOTAFOGO 1 x 2 VASCO
Data: 18 / janeiro / 1925
Local: Rua General Severiano (Rio de Janeiro)
Árbitro: Everardo Martins Tinoco
Competição: Amistoso
Gols: Juca da Praia e Paschoal (1° tempo); Paschoal (2° tempo)
Botafogo: Baby Campos, Surica e Nestor; Pamplona, Alfredinho e Lagreca; Jolibel, Alkindar, Juca da Praia, Neco e Claudionor.
Vasco: Nélson, Claudionor “Bolão” e Hespanhol; Rainha, Paula Santos e Arthur; Paschoal, Torterolli, Moacyr “Russinho”, Felizardo “Russo” e Negrito.
Obs: O Botafogo atuou com a denominação de “Combinado Alvinegro” com camisa azul-marinho da Liga Metropolitana e o Vasco de “Combinado Santa Luzia” com camisa preta e branca.
Fonte: O Imparcial.
BOTAFOGO 0 x 2 ALIANZA LIMA
Data: 22 / 05 / 1960
Local: Estádio Nacional (Lima)
Árbitro: Fritz Mayer
Competição: Amistoso
Botafogo: Manga, Ademar, Zé Maria, Nílton Santos e Chicão; Pampolini (Frazão) e Édison; Garrincha, Bruno, Amarildo (China) e Zagallo (Rossi). Técnico: Paulo Amaral
Alianza Lima: Riquelme, Alien e Delgado; Eral, Grimaldo e De La Vega; Zegarra, Barbadillo, Nakajata, Mosquera e Quiñonez
Gols: Barbadillo, aos 3’ e Nakajata, aos 32’ (ambos no 2° tempo)
Obs: No Boletim do Botafogo, de 1960, tem a foto com descrição do uniforme de Pampolini (o capitão do Alvinegro) usando camisa amarela e preta com listras verticais.
Fontes: Boletim do BFR, Jornal do Brasil (de 25-05) e O Globo (gols do Alianza Lima)
BOTAFOGO 1 x 0 SELEÇÃO DA ARGENTINA
Data: 24 / agosto / 1968
Local: Estádio Universitário (Caracas)
Árbitro: Ivan Barrios
Competição: Troféu Dr. Julio Bustamante
Botafogo: Cao, Moreira, Zé Carlos, Leônidas (Dimas) e Waltencir; Carlos Roberto e Gérson; Zequinha (Humberto), Roberto, Jairzinho e Lula (Afonsinho). Técnico: Zagallo
Seleção da Argentina: Andrada, Ostua, Perfumo, Albrecht e Lopez; Rendo e Aguirre; Minnit, Savoy, Fischer ‘El Lobo’ e Veglio (Silva). Técnico?
Gol: Jairzinho, aos 10 minutos do 2° tempo
Obs: 1. O árbitro exigiu que uma das equipes trocasse de camisa, pois usavam ambas listras verticais, o Botafogo então resolveu trocar a alvinegra pela azul e ouro; 2. Zé Carlos e Ostua foram expulsos; 3. Ao final da partida foi oferecido ao Glorioso Botafogo de Futebol e Regatas o Troféu Dr. Julio Bustamante
Fontes: Tribuna da Imprensa, Correio da Manhã, Última Hora e Revista Botafogo, n° 229, de junho e julho de 1977
| 1923 |  | A primeira vez foi em um amistoso contra o Americano de Campos, em 1923, no Rio de Janeiro. As duas equipes levaram para o duelo suas tradicionais camisas alvinegras listradas, mas não levaram camisas reservas. O Botafogo, como time da casa, utilizou camisas verdes reservas do Andaraí, que havia jogado uma da preliminares naquele dia. |
| 1933 |  | Dez anos depois, pelo Campeonato Carioca num jogo contra o Engenho de Dentro, o alvinegro voltou a não utilizar seu uniforme principal. De acordo com o jornal Diário da Noite, o Botafogo atuou de camisas azuis para não confundir com as do adversário, que eram listradas verticamente em azul e branco. Mas segundo o Jornal dos Sports, o Glorioso jogou de camisas vermelhas. |
| 1968 |  | No Torneio Roberto Gomes Pedrosa de 1968, jogando contra o Grêmio, o clube carioca jogou com camisas azuis da então administradora do estádio do Maracanã, a ADEG. Nessa época, o time visitante tinha a preferência pelo uso do uniforme principal, diferentemente de como ocorre atualmente. |
| 1975 |  | No Campeonato Brasileiro de 1975, numa partida contra o Paysandu-PA, o Botafogo outra vez jogou com as camisas da administradora do Maracanã, que já se chamava SUDERJ. Nesse confronto, a equipe vestiu camisetas amarelas. |
| 1977 |  | Camisa usada pelo Combinado Botafogo/Vasco em jogo contra a Seleção Brasileira em 4 de março de 1977. |
| 1996 |  | No Troféu Teresa Herrera, na cidade da Corunha, na Espanha, o Botafogo jogou a final contra a Juventus com o uniforme do Deportivo La Coruña, o qual era dono do estádio. O árbitro da partida achou a camisa preta do Botafogo(que continha listras brancas nas mangas) parecida com a camisa do time italiano que, alegando ser o mandante do jogo, não se propôs a mudar de uniforme. Como o Botafogo não dispunha de outros trajes, teve que utilizar as vestimentas do clube espanhol. |
| Os desenhos são meras representações das camisas. As cinco primeiras representações foram feitas em base do estilo da época. |  | |